# Nonano
El nonano es un  alcano, hidrocarburo saturado o parafina de cadena lineal cuya fórmula semidesarrollada es CH3-(CH2)7-CH3. Su radical sustituyente recibe el nombre de nonil, CH3(CH2)7CH2- , y su equivalente estructural en forma de anillo es el ciclononano (C9H18). A diferencia de otros alcanos, el prefijo que aparece en su nombre y que indica el número de átomos de carbono procede del latín, no del griego.

## Estructura de la molécula
Es un compuesto covalente, no ramificado, formado por un esqueleto de átomos de carbono rodeado por átomos de hidrógeno. La cadena tiene forma de zig-zag, con ángulos aproximados de 108°.
A la derecha, se observan dos modelos de la molécula de nonano: el esqueleto carbonado (arriba) y una representación de la molécula usando el modelo de bolas y varillas.

## Propiedades
Es un líquido poco volátil que arde con facilidad. Su densidad en estado líquido es menor que la del agua, siendo muy poco soluble en ella. Se disuelve bien en disolventes orgánicos, como alcohol, acetona, tetracloruro de carbono.

## Reacciones
- Combustión, con formación de dióxido de carbono y agua:

{\displaystyle C_{9}H_{20}\ +14\ O_{2}\longrightarrow 9\ CO_{2}\ +\ 10\ H_{2}O}
- Halogenación (bromación) en presencia de luz visible o ultravioleta, y a temperatura elevada:[4]

{\displaystyle C_{9}H_{20}\ +\ Br_{2}\longrightarrow C_{9}H_{19}Br\ +\ HBr}
- Por pirólisis se obtiene una mezcla de alcanos de cadena más corta, alquenos e hidrógeno.
- Pirólisis al vapor, cracking, cracking hidrolítico y cracking catalítico son otras reacciones en las que se consigue obtener moléculas más pequeñas.[4]

## Isómeros del nonano
Hay 33 posibles isómeros de cadena de diferente longitud y ramificación, aunque sólo 10 de ellos han sido encontrados y se conocen algunas de sus propiedades:
- n-nonano
- 2-metiloctano; 3-metiloctano y 4-metiloctano.
- 3-etilheptano y 4-etilheptano.
- 2,2-dimetilheptano; 2,3-dimetilheptano; 2,4-dimetilheptano; 2,5-dimetilheptano; 2,6-dimetilheptano.
- 3,3-dimetilheptano; 3,4-dimetilheptano; 3,5-dimetilheptano.
- 4,4-dimetilheptano.
- 3-etil-2-metilhexano y 3-etil-3-metilhexano.
- 4-etil-2-metilhexano y 3,3-dietilpentano 2,2,3-trimetilhexano; 2,2,4-trimetilhexano; 2,2,5-trimetilhexano.
- 2,3,3-trimetilhexano, 2,3,4-trimetilhexano y 2,3,5-trimetilhexano.
- 3,3,4-trimetilhexano.
- 3-etil-3-metilpentano.
- 2,2,3,3-tetrametilpentano, 2,2,4,4-tetrametilpentano.
- 2,2,3,4-tetrametilpentano, 2,3,3,4-tetrametilpentano.
- 3-etil-2,2-dimetilpentano, 3-etil-2,3-dimetilpentano y 3-etil-2,4-dimetilpentano.

## Obtención
Se obtiene por destilación fraccionada del petróleo o del gas natural. También puede obtenerse por acoplamiento de halogenuros de alquilo con compuestos organometálicos, como la reacción entre el dietilcuprato de litio con 1-bromoheptano:
{\displaystyle \scriptstyle CH_{3}-CH_{2}-CuLi-CH_{2}-CH_{3}\ +\ Br-CH_{2}-(CH_{2})_{5}-CH_{3}\longrightarrow CH_{3}-(CH_{2})_{7}-CH_{3}\ +\ CH_{3}-CH_{2}-Cu\ +\ LiBr}